# Harry Burrows
Henry Burrows, detto Harry (Haydock, 17 marzo 1941), è un ex calciatore inglese, di ruolo attaccante.

## Carriera
Nell'estate 1967 con lo Stoke City disputò il campionato statunitense organizzato dalla United Soccer Association: accadde infatti che tale campionato fu disputato da formazioni europee e sudamericane per conto delle franchigie ufficialmente iscritte al campionato, che per ragioni di tempo non avevano potuto allestire le proprie squadre. Lo Stoke City rappresentò i Cleveland Stokers, e chiuse al secondo posto nella Eastern Division, non qualificandosi per la finale del torneo.

## Palmarès
- Coppa di Lega inglese: 1

Aston Villa: 1960-1961
- Campionato inglese di seconda divisione: 1

Aston Villa: 1959-1960